# Vlag van Houffalize
De vlag van Houffalize is op onbekende datum bij raadsbesluit vastgesteld als de vlag van de gemeente Houffalize in de Belgische provincie Luxemburg. De vlag kan als volgt worden beschreven:
Rood met een witte lelie.
De vlag komt overeen met het vlagontwerp van de Raad van Heraldiek en Vexillologie (Frans: Conseil d’héraldique et de vexillologie). De vlag is volledig gebaseerd op het gemeentewapen en ziet er dus helemaal hetzelfde uit.